# HS.12
HS.12は、フランスのトムソン・シントラ（現在のタレス・アンダーウォーター・システムズ）社が開発したディッピングソナー。TSM-8252として輸出にも供されたほか、のちには改良型のHS.312（輸出版はTSM-8240）、また小型艦艇に搭載するためのTSM-2362 ガッジョンも派生して開発された。

## 概要
元来は、小型艦用の可変深度ソナーであったSS.12から派生するかたちで開発された。また、HS.71/73ディッピング・ソナーとの技術的な関連もある。これはフランス軍がDUAV-4として装備化してリンクス・ヘリコプターに搭載していたものであった。
送受波器は12本のステーブとして配列されており、12本の待ち受けビームを生成することができる。吊下深度は最大300メートル、吊下/巻上速度は5メートル毎秒であった。HS.12においては、送振機およびドームが121 lb (55 kg)、ケーブルが42 lb (19 kg)、ウインチが158 lb (72 kg)、操作コンソールが187 lb (85 kg)であり、これは当時世界で最軽量のディッピングソナーとされていた。ソナードームの寸法は、直径10.3 in (26 cm)、全高33.7 in (86 cm)であった。HS.12は、必要であれば45分以内に機体から撤去可能とされていた。また、改良型のHS.312は、HS.12をもとにして、SADANGをベースにした4ないし8基のソノブイ受信機と連接されたものであった。
1992年には、これらをもとにした艦載版としてTSM-2362 ガッジョンも開発された。これは通常より縦長の直径0.2mの送振機を採用しており、18本のビームを生成することができた。動作モードは、基本的には全方向送信（ODT）のみであったが、オプションとして、音響ビームを旋回ないしその方向を適宜変化させながら送信するRDT（Rotating Directional Transmission）能力や、3本のビームを生成してそれぞれ120度ごとに旋回させて走査するTRDT（Triple Rotating Directional Transmission）能力の付与も可能であった。

## 採用国と搭載プラットフォーム
- HS.12 / HS.312
  - Mi-8
  - Mi-14
  - AS.332
  - SA.321
  - AS.565
  - Z-8
  - Z-9C
  - アグスタウェストランド リンクス
- TSM-2362
  - フィアレス級哨戒艇